# Балка Голодоси
Балка Голодоси — річка в Україні, у Бахмутському районі Донецької області. Права притока Бахмутки (басейн Дону).

## Опис
Довжина річки приблизно 8,04 км, найкоротша відстань між витоком і гирлом — 7,63 км, коефіцієнт звивистості річки — 1,06. Річка формується 1 струмком Карбонів Яр та 7 загатами.

## Розташування
Бере початок на південно-західній околиці селища Доломітне. Тече переважно на північний захід через Травневе, Гладосове та Дачу і біля селища Зайцеве впадає у річку Бахмутку, праву притоку Сіверського Дінця.
Населені пункти вздовж берегової смуги: Гальмівський, Кодема.
Карбонів Яр — лівий струмок, довжина якого приблизно 2,10 км. Бере початок на південній околиці селища Травневого. Тече переважно на північний захід і впадає у Травневому у річку Балку Голодоси.

## Цікавий факт
- Біля витоку річки проходить залізниця. На лівому березі річки на відстані приблизно 1,27 км розташована станція Доломіт.